# U-394
Unterseeboot 394 foi um submarino alemão do Tipo VIIC, pertencente a Kriegsmarine que atuou durante a Segunda Guerra Mundial.

## Comandantes
| Comandante                     | Data                                         |
| ------------------------------ | -------------------------------------------- |
| Oblt. Ernst-Günther Unterhorst | 7 de agosto de 1943 - 18 de agosto de 1943   |
| Kptlt. Wolfgang Borger         | 19 de agosto de 1943 - 2 de setembro de 1944 |

## Subordinação
Durante o seu tempo de serviço, esteve subordinado às seguintes flotilhas:
| Período                                    | Flotilha                                   |
| ------------------------------------------ | ------------------------------------------ |
| 7 de agosto de 1943 - 31 de março de 1944  | 5. Unterseebootsflottille (treinamento)    |
| 1 de abril de 1944 - 31 de maio de 1944    | 1. Unterseebootsflottille (serviço ativo)  |
| 1 de junho de 1944 - 2 de setembro de 1944 | 11. Unterseebootsflottille (serviço ativo) |

## Operações conjuntas de ataque
O U-394 participou das seguinte operações de ataque combinado durante a sua carreira:
- Rudeltaktik Trutz (2 de junho de 1944 - 6 de julho de 1944)
- Rudeltaktik Trutz (17 de agosto de 1944 - 2 de setembro de 1944)